# Judô nos Jogos Olímpicos de Verão da Juventude de 2014 - -66 kg rapazes
A competição de 'judô' até 66 kg masculino nos Jogos Olímpicos de Verão da Juventude de 2014 foi disputada a 17 de Agostode 2014 Ginásio de Longjiang em Nanquim, China. O japonês Hifumi Abe conquistou Ouro, o ucraniano Bogdan Iadov foi Prata e o Bronze foi repartido entre o uzbeque Sukhrob Tursunov e o chinês Wu Zhiqiang.

## Medalhistas
| Ouro   | JPN Hifumi Abe                       |
| Prata  | UKR Bogdan Iadov                     |
| Bronze | UZB Sukhrob Tursunov CHN Wu Zhiqiang |

## Resultados das finais

### Finais
|  | Semifinais        | Semifinais     |     |  | Final            | Final |  |
|  |                   |                |     |  |                  |       |  |
|  |                   |                |     |  |                  |       |  |
|  | UKR Bogdan Iadov  | 010S1          |     |  |                  |       |  |
|  | KOR Ryu Seunghwan | 010S2          |     |  |                  |       |  |
|  |                   |                |     |  |                  |       |  |
|  |                   |                |     |  |                  |       |  |
|  |                   |                |     |  | UKR Bogdan Iadov | 000   |  |
|  |                   | JPN Hifumi Abe | 100 |  |                  |       |  |
|  |                   |                |     |  |                  |       |  |
|  |                   |                |     |  |                  |       |  |
|  |                   |                |     |  |                  |       |  |
|  |                   |                |     |  |                  |       |  |
|  | JPN Hifumi Abe    | 100            |     |  |                  |       |  |
|  | CRC Julian Sancho | 000            |     |  |                  |       |  |

### Disputa pelo Bronze
Nota 1: Participam na luta pelo Bronze os derrotados das semifinais (ver acima) e os vencedores da repescagem das semifinas (ver abaixo).
Nota 2: Não é possível estabelecer um "emparelhamento" devido, dada a natureza da competição.
|  | Semifinais Repescagem   | Semifinais Repescagem |       |                 | Disputas pelo Bronze | Disputas pelo Bronze |  |
|  |                         |                       |       |                 |                      |                      |  |
|  |                         |                       |       |                 |                      |                      |  |
|  | ARM Harutyun Dermishyan | 000S2                 |       |                 |                      |                      |  |
|  | UZB Sukhorb Tursunov    | 110S1                 |       |                 |                      |                      |  |
|  |                         |                       |       |                 |                      |                      |  |
|  |                         |                       |       |                 | Bronze 1             |                      |  |
|  |                         |                       |       |                 | UZB Sukhorb Tursunov | 010S2                |  |
|  |                         | CRC Julian Sancho     | 000S2 |                 |                      |                      |  |
|  |                         |                       |       |                 |                      |                      |  |
|  |                         |                       |       |                 |                      |                      |  |
|  |                         |                       |       |                 | Bronze 2             |                      |  |
|  |                         |                       |       |                 |                      |                      |  |
|  | CHN Wu Zhiqiang         | 001S2                 |       | CHN Wu Zhiqiang | 000S2                |                      |  |
|  | CRC Pawel Wawrzyczek    | 000S1                 |       |                 | KOR Ryu Seunghwan    | 000S3                |  |